# Miskar
Miskar és una plataforma per a l'extracció de gas situada a 125 km endins del golf de Gabes a Tunísia.
Fou inaugurada pel president tunisià Zine El Abidine Ben Ali el 15 d'abril de 1997 però ja havia entrat en producció el juny de 1996. Està operada per la BG (British Gas). Actualment representa el 80% de la producció de gas del país.
El camp gas de Miskar ocupa una superfície de 352 quilòmetres quadrats. El gas de deu pous s'envia a través d'una canonada submarina i es processa a la planta terrestre d'Hannibal a 20 quilòmetres al sud de Sfax.